# Microlicia amblysepala
Microlicia amblysepala är en tvåhjärtbladig växtart som beskrevs av Ernst Heinrich Georg Ule. Microlicia amblysepala ingår i släktet Microlicia och familjen Melastomataceae. Inga underarter finns listade i Catalogue of Life.